# چروینگتس (استان پومرانی)
چروینگتس (به لهستانی:  Czerwieniec) یک روستا در لهستان است که در گمینا پوتنگووو واقع شده‌است. چروینگتس ۱۳۸ نفر جمعیت دارد.